# Бронна
Бро́нна — посёлок в составе Пениковского сельского поселения Ломоносовского района Ленинградской области.

## История
По данным 1966 года посёлок Бронна в составе Ломоносовского района не значился.
По данным 1973 и 1990 годов посёлок Бронна входил в состав Бронинского сельсовета.
В 1997 году в посёлке Бронна Бронинской волости, проживали 36 человек, в 2002 году — 51 человек (русские — 84 %).
В 2007 году в посёлке Бронна Пениковского СП — 58 человек.

## География
Посёлок расположен в северной части района близ автодороги 41А-007 (Санкт-Петербург — Ручьи), к западу от административного центра поселения, деревни Пеники.
Расстояние до административного центра поселения — 1,5 км.

## Демография
| 2002 | 2007 | 2010 | 2017 |
| ---- | ---- | ---- | ---- |
| 51   | ↗58  | ↗60  | ↗69  |

## Транспорт
Через Бронну проходят автобусные маршруты № 691 и № 691А.

## Улицы
Азовская, Балтийская, Баренцевская, Беломорская, Каспийская, Молодёжный переулок, Морской бульвар, Охотская, Центральная, Черноморская.

## Садоводства
Александровское.